# Jacob Duran
Jacob « Stitch » Duran, né le 29 décembre 1951 , est un cutman professionnel qui travaille dans les combats de boxe et d'arts martiaux mixtes. Il est d'origine mexicaine et a grandi à Planada, en Californie.
Il apparait également dans son propre rôle dans plusieurs productions cinématographiques ayant pour cadre le monde de la boxe ou du MMA.

## Jeunesse et éducation
Jacob Duran grandit à Planada, en Californie, dans une famille de huit enfants. Ses parents, Benjamin Tamayo Duran et Maria Inez Duran, sont originaires et ont grandi au Mexique, son père est originaire de l'Etat de Guanajuato et sa mère de l'Etat de Chihuahua

## Carrière

### Débuts
Jacob Duran possédait et dirigeait autrefois une école de boxe et de kickboxing à Fairfield, en Californie. Il a également été l'un des premiers promoteurs de la Fédération internationale de kickboxing (en) (IKF) en Californie, organisant sa première promotion en octobre 1992. Il a formé et produit plusieurs des premiers champions amateurs de l'IKF tels que Randy « Buzzman » Bussart, Mike « Mohamid » Duran, John « Psyco » Parker et Andy « The Sandman » Sanchez avant de poursuivre sa carrière dans la boxe professionnelle et les arts martiaux mixtes.

### Boxe
Jacob Duran a travaillé sur les frères Vitali Klitschko et Wladimir Klitschko ainsi que Floyd Mayweather,, Andre Ward et, plus récemment, avec Tyson Fury,,.
Le 23 novembre 2014, Jacob Duran officie dans le coin de Chris Algieri lors de son combat contre Manny Pacquiao pour le titre WBO des poids welters à la Cotai Arena, à Macao.
Le 29 mai 2015, il est à nouveau dans le coin de Chris Algieri lors de son combat contre Amir Khan pour le titre WBC Silver poids welters au Barclays Center de Brooklyn, à New York[réf. nécessaire].
En 2019, il intègre l'équipe de Tony Yoka, officiant notamment dans son combat contre Michael Wallisch.

### Arts martiaux mixtes
À l'UFC, Duran officie dans de nombreux combats de haut niveau, travaillant avec des combattants tels que Mirko Filipović, Lyoto Machida, Forrest Griffin et Cain Velasquez,.
Il a joué un rôle de camée dans le film sur le MMA réalisé par Kevin James, Prof poids lourd. .
Le 21 juillet 2015, Duran annonce sur Twitter qu'il a été licencié de son poste à l'UFC en raison de commentaires qu'il avait faits sur l'accord de parrainage entre Reebok et l'organisation. De nombreux combattants de l'UFC ont publiquement exprimé leur déception face au licenciement de Jacob Duran, le citant comme l'un des meilleurs cutmen du secteur.
Il commence à travailler avec le WSOF le 1er août 2015, en commençant par le combat World Series of Fighting 22: Palhares vs. Shields (en). En mars 2016, Jacob Duran signe un contrat pour rejoindre Bellator MMA en tant que cutman.

## Apparition dans les médias
Duran apparait comme cutman dans trois films de la série de films Rocky. Dans le sixième film, Rocky Balboa, il incarne l'homme coupé de l'adversaire de Rocky, Mason "The Line" Dixon (joué par le vrai boxeur Antonio Tarver). Dans le septième film, Creed, il joue un second rôle. Lorsque Donnie Creed convainc finalement Rocky de l'entraîner, Rocky surprend Creed avec une équipe de coin, dans laquelle Duran est inclus. Pendant le combat contre "Pretty" Ricky Conlan, Creed est aveugle d'un œil en raison d'un gonflement. Lorsque le médecin du ring demande à Creed combien de doigts il tient, Duran tape la réponse sur le cou de Creed, ce qui permet au combat de continuer. Il a repris son rôle dans ses suites, Creed II et Creed III .

## Filmographie
Sauf indication contraire, les informations mentionnées dans cette section peuvent être confirmées par la base de données cinématographiques IMDb,  présente dans la section « Liens externes ».
- 2023 : Creed 3 : Stitch
- 2018 : Creed 2 : Stitch
- 2015 : Creed: L'Héritage de Rocky Balboa : Stich
- 2012 : Prof poids lourd : Jacob « Stitch » Duran
- 2009 : American Judoka : Cyrus LeBell
- 2006 : Rocky Balboa : Stich (non crédité)
- 2005 : Rx : homme indigent
- 2002 : Un seul deviendra invincible : homme de coin du premier boxeur (non crédité)
- 2001 : Ocean's Eleven : cutman de Wladimir Klitschko (non crédité)
- 1999 : Les Adversaires : cutman de Vince